# كينجي ساوادا
كينجي ساوادا (باليابانية: 沢田研二) هو مغني وملحن ومغن ومؤلف وشاعر وممثل ياباني، ولد في 25 يونيو 1948 في اليابان.

## وصلات خارجية
- كينجي ساوادا على موقع IMDb (الإنجليزية)
- كينجي ساوادا على موقع ألو سيني (الفرنسية)
- كينجي ساوادا على موقع ميوزك برينز (الإنجليزية)
- كينجي ساوادا على موقع أول موفي (الإنجليزية)
- كينجي ساوادا على موقع أول ميوزيك (الإنجليزية)
- كينجي ساوادا على موقع ديسكوغز (الإنجليزية)
- كينجي ساوادا على موقع قاعدة بيانات الفيلم (الإنجليزية)
- كينجي ساوادا على موقع كينوبويسك (الروسية)